# Anastasio di Terni
Anastasio di Terni (... – Terni, ...; fl. VII secolo) è stato un vescovo italiano, venerato dalla Chiesa cattolica come santo. Fu vescovo di Terni.

## Agiografia
Su Sant'Anastasio si hanno poche informazioni e risalenti a dopo la sua morte. Fu vescovo di Terni dal 606 al 633. Secondo alcuni storici era ternano, secondo altri era aramaico, approdato a Roma e mandato a Terni perché il Papa considerava la Città "ribelle" dove c'era un'eccessiva libertà di costumi. Nel 840 Anastasio apparve in sogno ad un contadino di Castro San Geminiano dicendogli di andare a Terni per cercare il suo corpo sepolto nella Chiesa della Vergine. Il contadino inizialmente ignorò quanto dettogli dal Santo ma il sogno continuava a ricorrere. Il suo corpo venne ritrovato rivestito di preziosi abiti pontificali, il vescovo di Spoleto venuto a sapere del fatto fece erigere un altare. In seguito Sant'Anastasio divenne patrono di Terni assieme a san Valentino e a san Procolo. Sant'Anastasio era diventato il Santo più venerato nella città anche perché il corpo si trova all'interno della cattedrale. Papa Urbano VIII impose che le città avessero un solo Santo patrono e a Terni scoppio un'accesa lotta per sceglier il Santo, il clero voleva Sant'Anastasio mentre il consiglio municipale preferiva san Valentino, per risolvere la questione fu richiesto l'intervento di Urbano VIII che decise di dare ragione al Popolo e venne proclamato Santo patrono di Terni San Valentino.